# 多治見市立池田小学校
多治見市立池田小学校（たじみしりついけだしょうがっこう）は、岐阜県多治見市池田町にある小学校。

## 通学区域
- 通学区域は、太平町1-6丁目、喜多町1-10丁目、池田町1-10丁目、前畑町4・5丁目、月見町1-3丁目、富士見町1-5丁目、廿原町、三の倉町、諏訪町であり、公立中学校の進学先は多治見市立平和中学校及び多治見市立小泉中学校である[1]。

## 沿革
- 1873年（明治6年）3月 - 池田町屋村字寺東に苟新学校創立。
- 1878年（明治8年） - 廿原村に廿原分教場を設置。
- 1881年（明治14年） - 諏訪村に諏訪分教場を設置。
- 1886年（明治19年） - 池田町屋尋常小学校に改称。
- 1889年（明治22年） - 池田町屋村、諏訪村、廿原村が合併し、可児郡池田村が発足。
- 1893年（明治26年） - 廿原分教場が廿原尋常小学校となり独立。諏訪分教場を廃止。
- 1894年（明治27年） - 諏訪尋常小学校が開校。
- 1901年（明治34年）5月 - 池田町屋尋常高等小学校に改称。
- 1908年（明治41年） - 廿原尋常小学校、諏訪尋常小学校を統合。廿原分教場、諏訪分教場を設置。
- 1916年（大正5年）4月 - 池田尋常高等小学校に改称。
- 1941年（昭和16年）4月 - 池田国民学校に改称
- 1944年（昭和19年）2月 - 池田村が多治見市の編入される。同時に多治見市立池田国民学校に改称。
- 1947年（昭和22年）4月 - 多治見市立池田小学校に改称。
- 1961年（昭和36年） - 廿原分校、諏訪分校を廃止。
- 2012年（平成24年）12月 - 校舎移動。新校舎へ。

## 委員会
- 児童会執行部(http://school.city.tajimi.lg.jp/ikeda/?p=16175)
- 清掃委員会
- 図書委員会
- 放送委員会
- 保健委員会
- 体育委員会
- 給食委員会

## クラブ活動

### 運動部
- 卓球
- トレーニング
- バドミントン
- バスケット
- 球技

### 文化部
- 手芸
- 囲碁
- 工作
- イラスト
- パソコン
- 太鼓

## 関係項目
- 多治見市立平和中学校
- 多治見市立小泉中学校
- 池田小学校 - 同名校（曖昧さ回避ページ）

## 学校周辺
- 岐阜県立多治見病院
- 喜多緑地
- 永泉寺
- 国道19号